# 蒲生四丁目駅
蒲生四丁目駅（がもうよんちょうめえき）は、大阪府大阪市城東区今福西三丁目にある、大阪市高速電気軌道 (Osaka Metro) の駅。長堀鶴見緑地線と今里筋線の2路線が乗り入れる。駅番号は長堀鶴見緑地線がN23、今里筋線がI18。

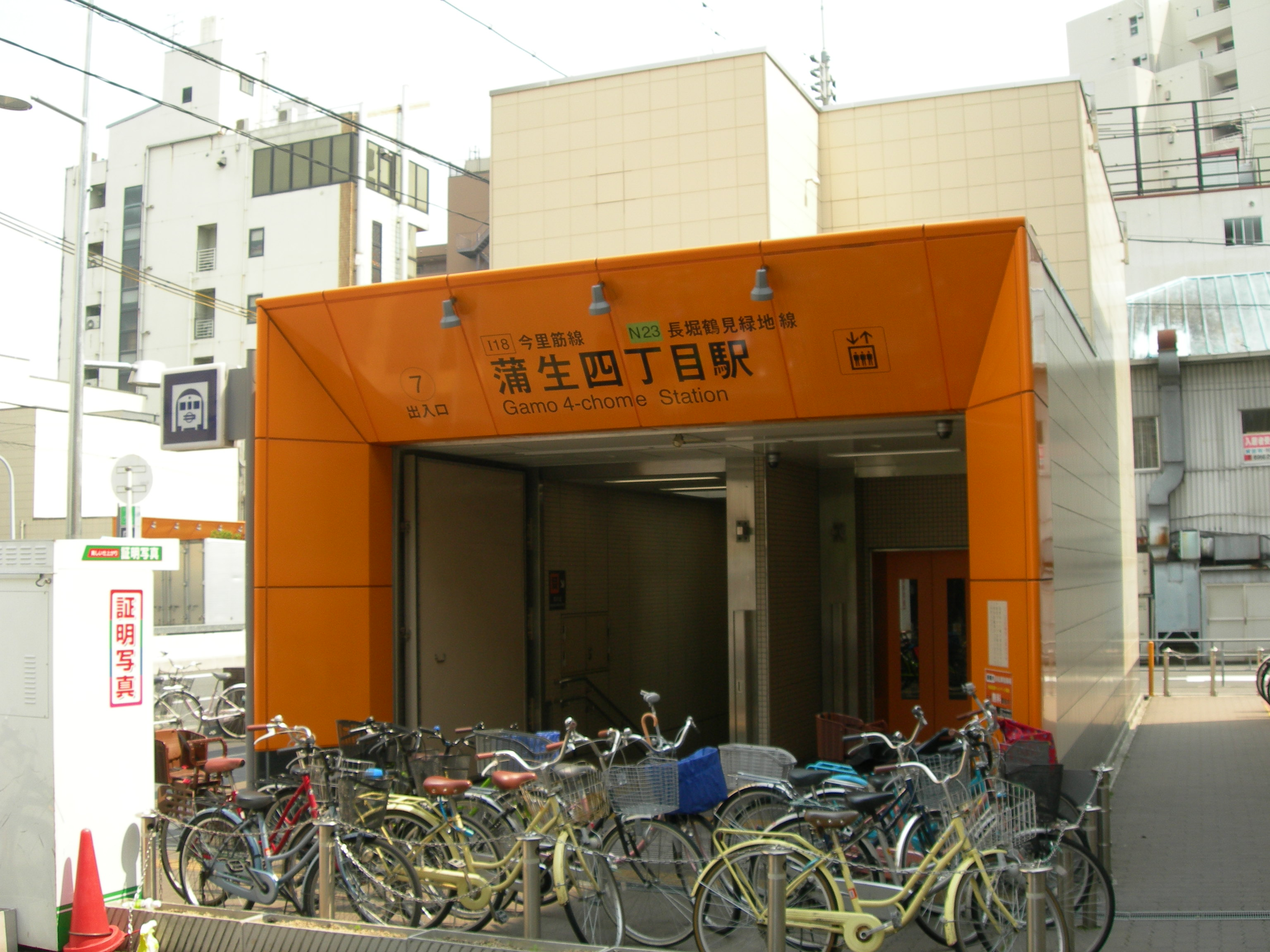
7号出入口（2011年6月）

駅の所在地は今福西3丁目であるが、蒲生4交差点の直下に位置するので、地下鉄駅と交差点とその周辺地域について「がもよん」と略されることも多い。

## 歴史
- 1990年（平成2年）3月20日：鶴見緑地線（現在の長堀鶴見緑地線）が京橋 - 鶴見緑地間で開業した際に開業[1]。
- 2006年（平成18年）12月24日：今里筋線開業、乗換駅となる。
- 2010年（平成22年）12月28日：長堀鶴見緑地線ホームの可動式ホーム柵の使用を開始。
- 2018年（平成30年）4月1日：大阪市交通局の民営化により、大阪市高速電気軌道 (Osaka Metro) の駅となる。

## 駅構造

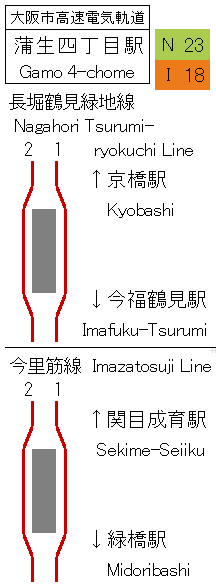
配線図

長堀鶴見緑地線・今里筋線ともに島式ホーム1面2線を有する地下駅である。
改札口は長堀鶴見緑地線ホーム側京橋寄り、今里筋線ホーム城東区役所寄りに、それぞれ1ヶ所ずつある。
今里筋線コンコースの上には地下自転車駐輪場が設置されている。
長堀鶴見緑地線の京橋 - 門真南間の各駅は、花や植物のテーマが設定されている。当駅のテーマは城東区の区花でもある「モクレン」。コンコース壁画にも描かれている。

### のりば
| 番線                 | 路線                 | 行先                     |
| 長堀鶴見緑地線ホーム | 長堀鶴見緑地線ホーム | 長堀鶴見緑地線ホーム     |
| -------------------- | -------------------- | ------------------------ |
| 1                    | 長堀鶴見緑地線       | 門真南方面               |
| 2                    | 長堀鶴見緑地線       | 森ノ宮・心斎橋・大正方面 |
| 今里筋線ホーム       |                      |                          |
| 1                    | 今里筋線             | 今里方面                 |
| 2                    | 今里筋線             | 井高野方面               |

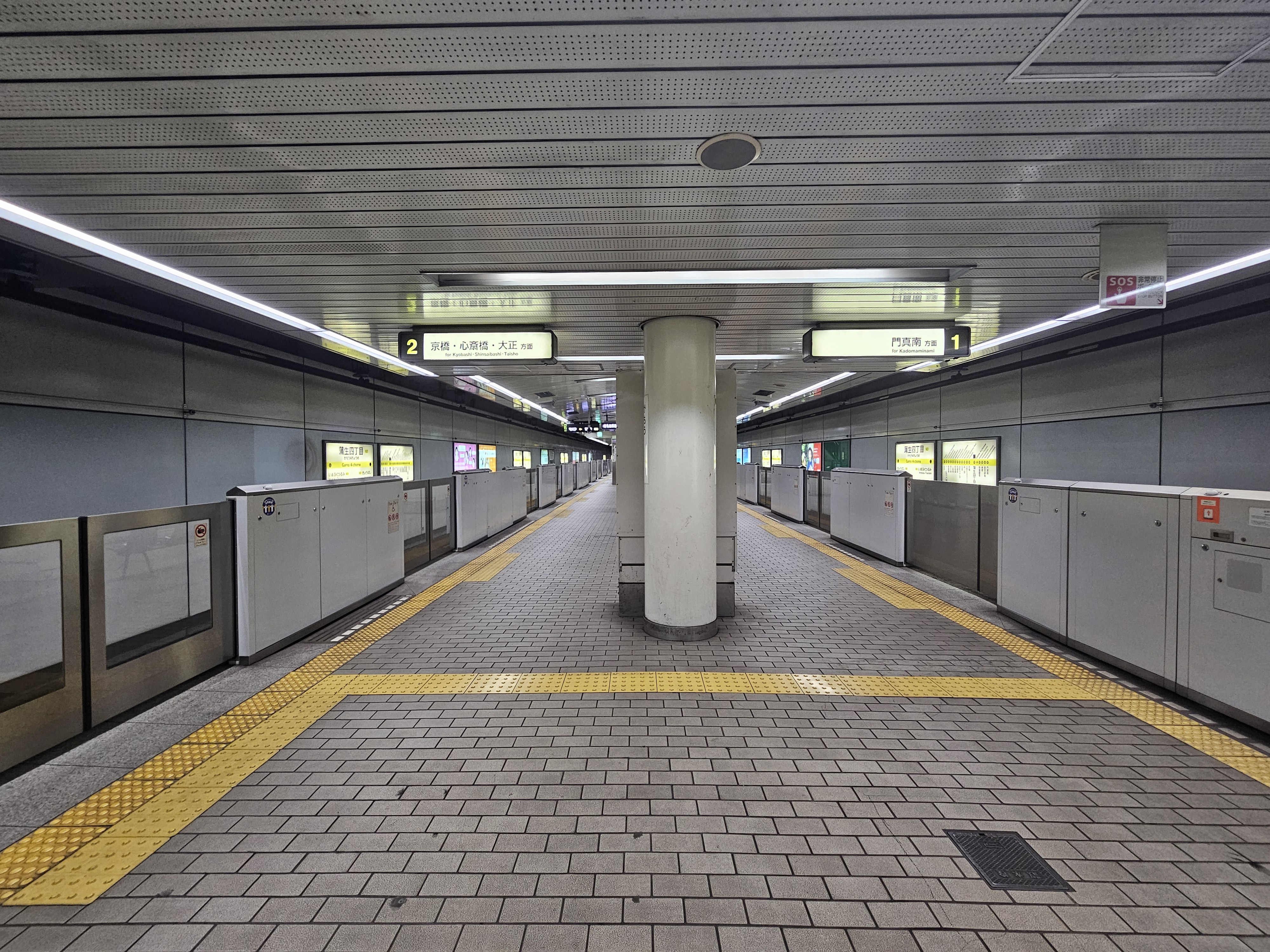
長堀鶴見緑地線ホーム（2025年1月）
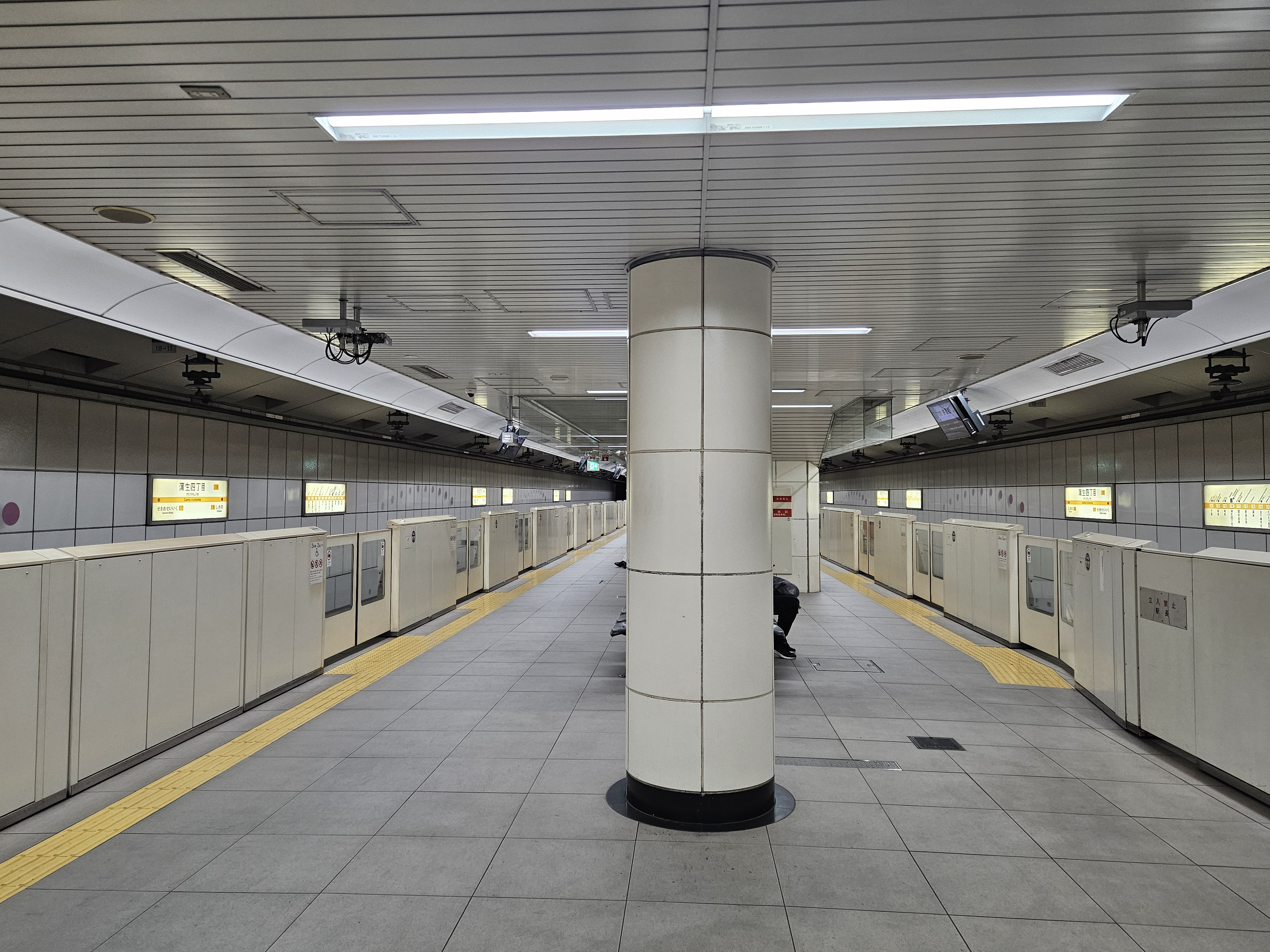
今里筋線ホーム（2025年1月）

### 出口
| 出口番号 | 出口周辺 | 接続改札 | 最寄りの路線   | 備考             |
| -------- | --- | -------- | -------------- | ---------------- |
| 1        | 城東区役所・城東区保健福祉センター分館・城東税務署 なにわ東府税事務所・城東会館(図書館)・城東児童館 城東警察署・城東消防署・老人福祉センター 城東区民ホール・NTT城東・城東年金事務所・城東年金相談センター | 西改札   | 長堀鶴見緑地線 |                  |
| 2        | シティバスのりば | 西改札   | 長堀鶴見緑地線 |                  |
| 3        | シティバスのりば | 西改札   | 長堀鶴見緑地線 |                  |
| 4        | シティバスのりば | 西改札   | 長堀鶴見緑地線 |                  |
| 5        | 大阪市信用金庫・大阪国道事務所・今福児童館 | 西改札   | 長堀鶴見緑地線 |                  |
| 6        | シティバスのりば | 北改札   | 今里筋線       | エレベーターあり |
| 7        | 城東区役所・城東区保健福祉センター・東大阪病院 日本年金機構城東年金事務所・城東図書館 | 北改札   | 今里筋線       | エレベーターあり |

## 利用状況
2024年11月12日の1日乗降人員は17,513人（乗車人員：8,964人、降車人員：8,549人）であり、長堀鶴見緑地線の駅では17駅中8位、今里筋線の駅では11駅中3位。
各年度の特定日利用状況は下表の通り。なお1995年度の記録については1996年に行われた調査であるが、会計年度上表中に記載の年度となる。
| 年度               | 調査日   | 乗車人員 | 降車人員 | 乗降人員 | 出典          | 出典          |
| 年度               | 調査日   | 乗車人員 | 降車人員 | 乗降人員 | メトロ        | 大阪府        |
| ------------------ | -------- | -------- | -------- | -------- | ------------- | ------------- |
| 1990年（平成02年） | 11月06日 | 2,217    | 2,247    | 4,464    |               | [ 大阪府 1 ]  |
| 1995年（平成07年） | 02月15日 | 2,397    | 2,412    | 4,809    |               | [ 大阪府 2 ]  |
| 1998年（平成10年） | 11月10日 | 5,503    | 5,117    | 10,620   |               | [ 大阪府 3 ]  |
| 2007年（平成19年） | 11月13日 | 7,219    | 6,791    | 14,010   |               | [ 大阪府 4 ]  |
| 2008年（平成20年） | 11月11日 | 7,683    | 7,382    | 15,065   |               | [ 大阪府 5 ]  |
| 2009年（平成21年） | 11月10日 | 7,834    | 7,620    | 15,454   |               | [ 大阪府 6 ]  |
| 2010年（平成22年） | 11月09日 | 7,615    | 7,440    | 15,055   |               | [ 大阪府 7 ]  |
| 2011年（平成23年） | 11月08日 | 7,692    | 7,306    | 14,998   |               | [ 大阪府 8 ]  |
| 2012年（平成24年） | 11月13日 | 7,908    | 7,501    | 15,409   |               | [ 大阪府 9 ]  |
| 2013年（平成25年） | 11月19日 | 7,840    | 7,526    | 15,366   | [ メトロ 1 ]  | [ 大阪府 10 ] |
| 2014年（平成26年） | 11月11日 | 8,123    | 8,061    | 16,452   | [ メトロ 2 ]  | [ 大阪府 11 ] |
| 2015年（平成27年） | 11月17日 | 8,886    | 8,716    | 17,602   | [ メトロ 3 ]  | [ 大阪府 12 ] |
| 2016年（平成28年） | 11月08日 | 8,826    | 8,522    | 17,348   | [ メトロ 4 ]  | [ 大阪府 13 ] |
| 2017年（平成29年） | 11月14日 | 9,325    | 8,936    | 18,261   | [ メトロ 5 ]  | [ 大阪府 14 ] |
| 2018年（平成30年） | 11月13日 | 9,092    | 8,676    | 17,768   | [ メトロ 6 ]  | [ 大阪府 15 ] |
| 2019年（令和元年） | 11月12日 | 9,020    | 8,598    | 17,618   | [ メトロ 7 ]  | [ 大阪府 16 ] |
| 2020年（令和02年） | 11月10日 | 8,131    | 7,747    | 15,878   | [ メトロ 8 ]  | [ 大阪府 17 ] |
| 2021年（令和03年） | 11月16日 | 7,969    | 7,749    | 15,718   | [ メトロ 9 ]  | [ 大阪府 18 ] |
| 2022年（令和04年） | 11月15日 | 8,475    | 8,087    | 16,562   | [ メトロ 10 ] | [ 大阪府 19 ] |
| 2023年（令和05年） | 11月07日 | 8,637    | 8,198    | 16,835   | [ メトロ 11 ] | [ 大阪府 20 ] |
| 2024年（令和06年） | 11月12日 | 8,964    | 8,549    | 17,513   | [ メトロ 12 ] |               |

## 駅周辺

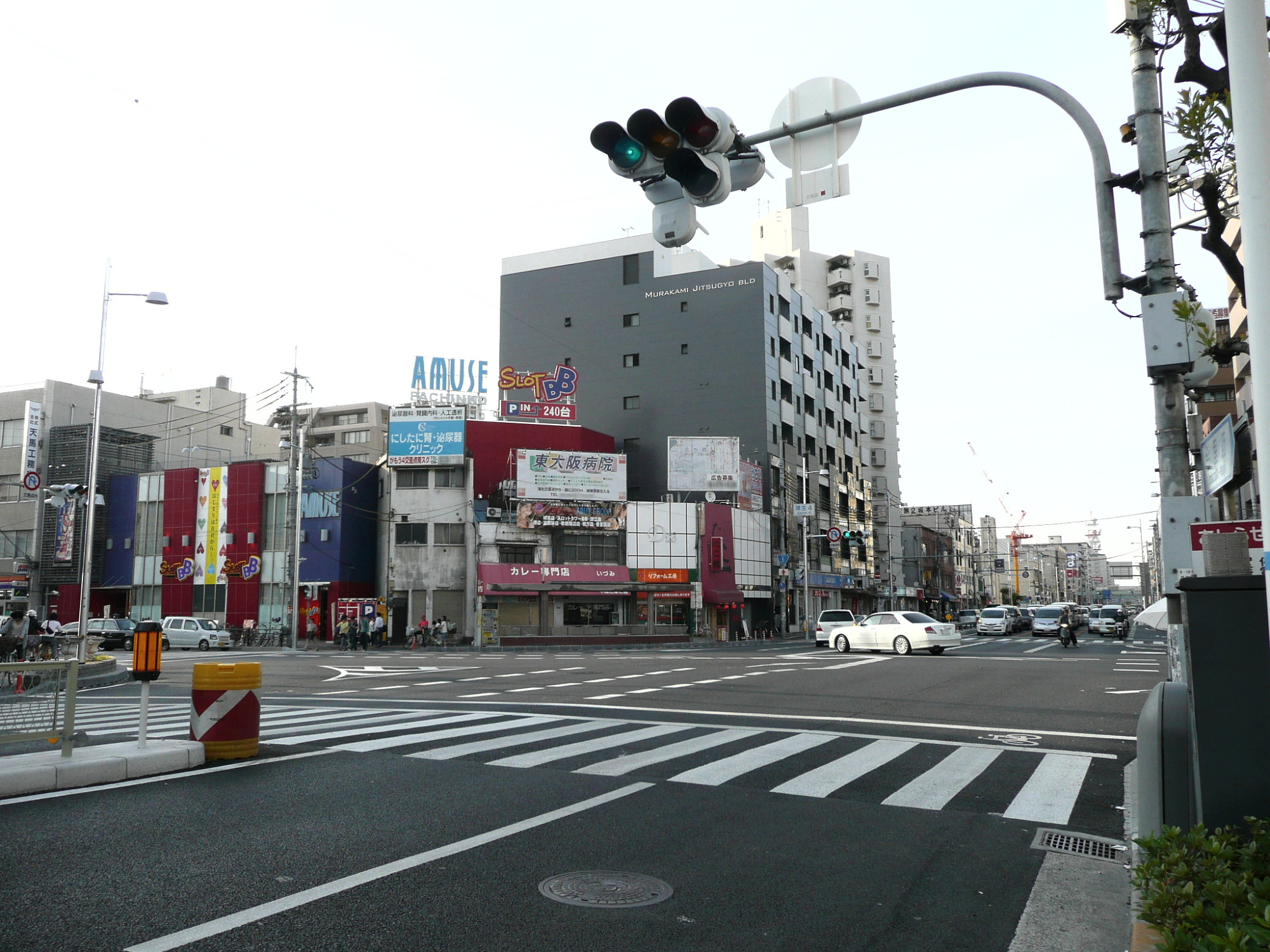
駅真上にある蒲生4交差点
（南東角から北方向を撮影）

### 蒲生4交差点
蒲生4交差点（がもうよんこうさてん）は、蒲生四丁目駅の真上にある交差点である。交差点直下を地下鉄長堀鶴見緑地線と今里筋線が交叉している（道路・交差点の下を東西に長堀鶴見緑地線が通り、さらに下層を南北に今里筋線が通る）。
国道1号線の経由地であるが当交差点で折れており、国道は当交差点より西側と北側になる。 当交差点から東側を鶴見通、南側を今里筋と名付けられている。西側の蒲生4～東天満間は特に通り名は無いが、東天満交叉点を過ぎると曽根崎通となる。

#### 合流道路
- 国道1号（国道163号重複）
- 鶴見通（大阪府道8号大阪生駒線・阪奈道路）（起点）
- 今里筋（大阪市道大阪環状線）

#### ここからの距離
（西）国道1号 神戸方面
- 梅田新道まで 4.2 Km

（北）国道1号 京都方面
- 守口市 大日まで 6.6 Km

（東）阪奈道路 奈良方面
- 大東市深野南交差点（国道170号 大阪外環状線）まで 8.7 km

（南）今里筋 湯里6方面
- 今里交差点まで 3.5 km

### 周辺施設等

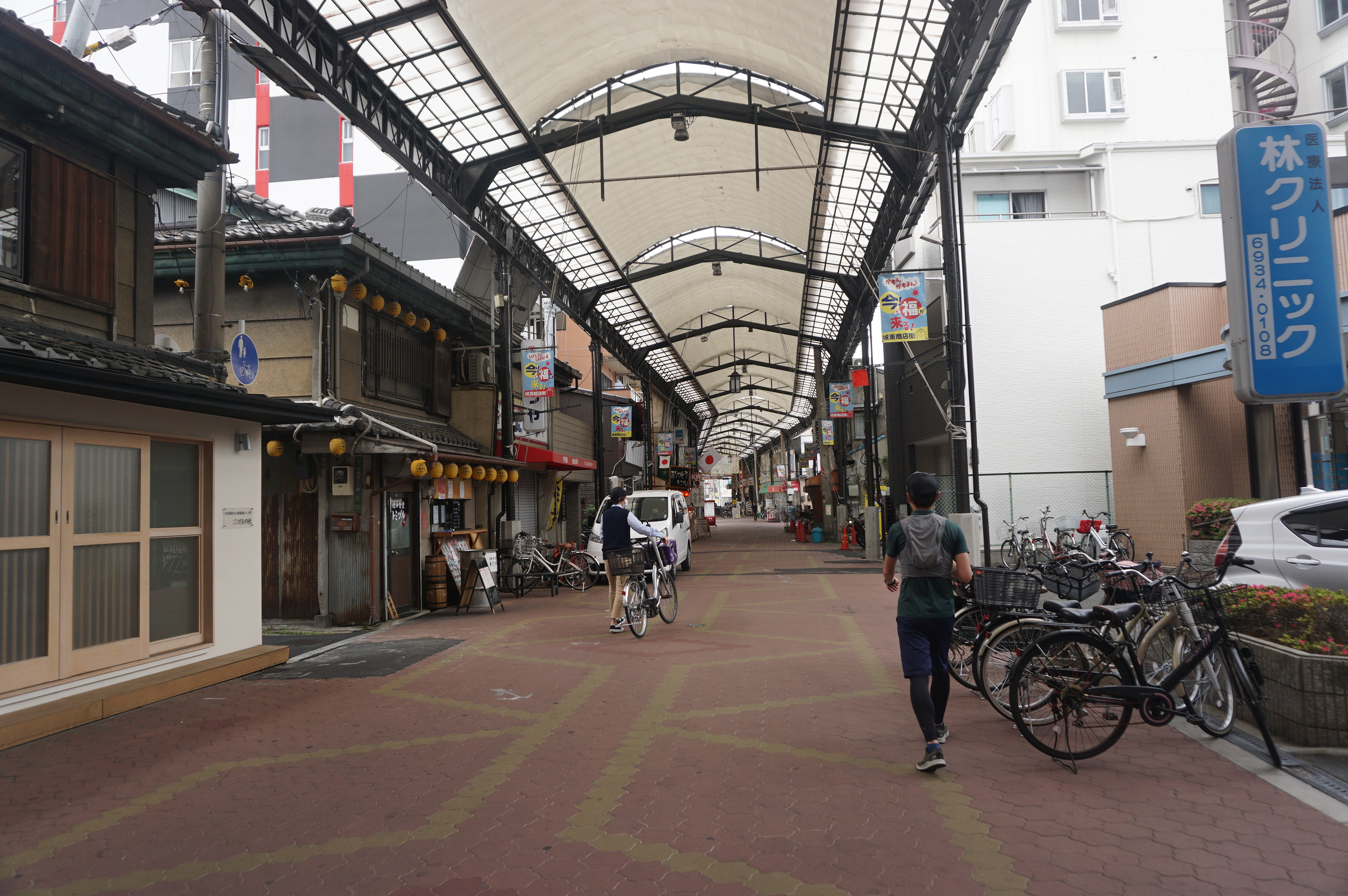
城東商店街（2023年5月）

蒲生4交差点にある4つの角のうち、3つの角には銀行が立地している。
- 大阪市城東区役所
- 城東蒲生郵便局
- 蒲生公園
- 大阪市立城東図書館
- 大阪府城東警察署
- 近畿産業信用組合城東支店
- 三井住友銀行城東支店・関目支店（旧：住友銀行 城東支店）

2021年1月18日より、関目支店が移転し共同店舗となる。
- 三菱UFJ銀行城東支店
- りそな銀行城東支店
- 大阪シティ信用金庫城東支店
- 関西みらい銀行城東支店（旧：関西アーバン銀行 城東支店）・城東中央支店
- SMBC日興証券城東支店
- 東大阪病院
- 関西スーパーマーケット・上新電機蒲生店&ネクスタ本社
- 城東商店街
- キリンド蒲生店
- 大阪市立鯰江小学校
- 大阪市立鯰江幼稚園
- 若宮八幡大神宮
- 蒲生行者講
- 室戸台風遭難学童の碑
- 城北川
- 旧野崎道の跡・今福の道標
- 三郷橋の丸木舟と祠
- 寝屋川
- 牛乳石鹸共進社本社

## バス路線
大阪シティバス（地下鉄蒲生四丁目）
- 31号系統：花博記念公園北口/天満橋
- 35号系統：杭全/守口車庫前
- 36号系統：大阪駅前/地下鉄門真南

## 隣の駅
大阪市高速電気軌道 (Osaka Metro)
 長堀鶴見緑地線
京橋駅 (N22) - 蒲生四丁目駅 (N23) - 今福鶴見駅 (N24)
 今里筋線
関目成育駅 (I17) - 蒲生四丁目駅 (I18) - 鴫野駅 (I19)
- 括弧内は駅番号を示す。

### 記事本文

### 利用状況
1. ↑  路線別駅別乗降人員 - 大阪市高速電気軌道
2. ↑  大阪府統計年鑑 - 大阪府
3. ↑  大阪市統計書 - 大阪市

#### 大阪市高速電気軌道
1. ↑  路線別乗降人員 （2013年11月19日（火）交通調査） (PDF)
2. ↑  路線別乗降人員 （2014年11月11日（火）交通調査） (PDF)
3. ↑  路線別乗降人員 （2015年11月17日（火）交通調査） (PDF)
4. ↑  路線別乗降人員 （2016年11月8日（火）交通調査） (PDF)
5. ↑  路線別乗降人員 （2017年11月14日（火）交通調査） (PDF)
6. ↑  路線別乗降人員 （2018年11月13日（火）交通調査） (PDF)
7. ↑  路線別乗降人員 （2019年11月12日（火）交通調査） (PDF)
8. ↑  路線別乗降人員 （2020年11月10日（火）交通調査） (PDF)
9. ↑  路線別乗降人員 （2021年11月16日（火）交通調査） (PDF)
10. ↑  路線別乗降人員 （2022年11月15日（火）交通調査） (PDF)
11. ↑  路線別乗降人員 （2023年11月7日（火）交通調査） (PDF)
12. ↑  路線別乗降人員 （2024年11月12日（火）交通調査） (PDF)

#### 大阪府統計年鑑
1. ↑  大阪府統計年鑑（平成3年） (PDF)
2. ↑  大阪府統計年鑑（平成8年） (PDF)
3. ↑  大阪府統計年鑑（平成11年） (PDF)
4. ↑  大阪府統計年鑑（平成20年） (PDF)
5. ↑  大阪府統計年鑑（平成21年） (PDF)
6. ↑  大阪府統計年鑑（平成22年） (PDF)
7. ↑  大阪府統計年鑑（平成23年） (PDF)
8. ↑  大阪府統計年鑑（平成24年） (PDF)
9. ↑  大阪府統計年鑑（平成25年） (PDF)
10. ↑  大阪府統計年鑑（平成26年） (PDF)
11. ↑  大阪府統計年鑑（平成27年） (PDF)
12. ↑  大阪府統計年鑑（平成28年） (PDF)
13. ↑  大阪府統計年鑑（平成29年） (PDF)
14. ↑  大阪府統計年鑑（平成30年） (PDF)
15. ↑  大阪府統計年鑑（令和元年） (PDF)
16. ↑  大阪府統計年鑑（令和2年） (PDF)
17. ↑  大阪府統計年鑑（令和3年） (PDF)
18. ↑  大阪府統計年鑑（令和4年） (PDF)
19. ↑  大阪府統計年鑑（令和5年） (PDF)
20. ↑  大阪府統計年鑑（令和6年） (PDF)